# Cered
Cered là một thị trấn thuộc hạt Nógrád, Hungary. Thị trấn này có diện tích 38,58 km², dân số năm 2010 là 1126 người, mật độ 29 người/km².